# Рупп, Бернд
Бернд Рупп (нем. Bernd Rupp; род. 24 февраля 1942, Зольмс) — западногерманский футболист, нападающий.

## Карьера

### Клубная карьера
Во взрослом футболе дебютировал в 1964 в клубе «Боруссия» (Мёнхенгладбах), где играл на протяжении трёх сезонов, приняв участие в 100 матчах.
В 1967 году присоединился в состав «Вердера», за который отыграл следующие два сезона. В 1969 году начал выступать в основном составе клуба «Кёльн». Всего в составе клуба выходил на поле в 97 матчах, забив 46 голов.
В 1972 году вернулся в «Боруссию» (Мёнхенгладбах). В сезоне 1972/73 вместе с командой стал обладателем Кубка Германии. Завершил карьеру футболиста в 1974 году.

### Карьера в сборной
12 октября 1966 года провёл свой единственный матч в составе сборной ФРГ, в котором забил мяч в ворота сборной Турции.

## Достижения
«Боруссия» (Мёнхенгладбах)
- Обладатель Кубка Германии: 1972/73